# 4406 Mahler
4406 Mahler (1987 YD1) là một tiểu hành tinh vành đai chính được phát hiện ngày 22 tháng 12 năm 1987 bởi Freimut Börngen ở Tautenburg.